# Mac OS X Leopard
Mac OS X Leopard (версия 10.5) — шестой основной выпуск macOS, настольной и серверной операционной системы Apple для компьютеров Macintosh. Leopard был выпущен 26 октября 2007 года как преемник Mac OS X Tiger и доступен в двух редакциях: настольная версия (подходящая для персональных компьютеров), и серверная версия Mac OS X Server. Она продавалась по цене 129 долларов США за настольную версию и 499 долларов США за серверную версию. Leopard была заменена Mac OS X Snow Leopard (версия 10.6) в 2009 году. Mac OS X Leopard — последняя версия macOS, которая поддерживает архитектуру PowerPC, поскольку ее преемница, Mac OS X Snow Leopard, функционирует исключительно на компьютерах Mac на базе Intel. Mac OS X Leopard — первая версия Mac OS X, работающая на MacBook Air.
По данным Apple, Leopard содержит более 300 изменений и улучшений по сравнению со своим предшественником, Mac OS X Tiger, охватывающих основные компоненты операционной системы, а также включенные приложения и инструменты разработчика. Leopard представляет значительно переработанный рабочий стол с переработанным интерфейсом, полупрозрачной строкой меню и обновленным Finder, который включает визуальный навигационный интерфейс Cover Flow, впервые представленный в iTunes. Другие примечательные функции включают поддержку написания 64-битных графических пользовательских интерфейсов приложений, автоматизированную утилиту резервного копирования Time Machine, поддержку поиска Spotlight на нескольких машинах и включение Front Row и Photo Booth, которые ранее были включены только в некоторые модели Mac.
Apple пропустила сроки выпуска Leopard, первоначально объявленные генеральным директором Apple Стивом Джобсом. Когда это впервые обсуждалось в июне 2005 года, Джобс заявил, что Apple намеревалась выпустить Leopard в конце 2006 или начале 2007 года. Год спустя это было изменено на весну 2007 года; однако 12 апреля 2007 года Apple опубликовала заявление о том, что его выпуск будет отложен до октября 2007 года из-за разработки iPhone. 

## Основные нововведения

### Пользовательский интерфейс
Mac OS X Leopard внесла много изменений в пользовательский интерфейс. Это включает в себя более подробную, прозрачную панель меню, скевоморфные системные значки и глянцевый, отражающий, 3D Dock. Окна потеряли свой металлический, линейный вид, который был у них раньше. Кроме того, значок Apple теперь черный, а не синий. Это особенно похоже на пользовательский интерфейс iPhone OS 1. Рори Прайор в блоге ThinkMac раскритиковал ряд изменений в пользовательском интерфейсе Leopard, включая прозрачную панель меню и новые значки папок.  Уменьшенная прозрачность панели меню, а также возможность отключить прозрачность панели меню были добавлены в выпуске 10.5.2 11 февраля 2008 года.
Из других основных нововведений следует отметить следующие:
- Finder — новый интерфейс c поддержкой технологии Cover Flow для просмотра файлов.
- Quick Look — новая возможность предварительного просмотра файлов без запуска программ, средствами Finder.
- Time Machine — автоматическое резервное копирование всех данных с возможностью восстановления любой доступной версии.
- Mail — почтовый клиент.
- iChat — мессенджер.
- Spaces — виртуальные рабочие столы.
- Safari — обновленная версия браузера с поддержкой создания вебклипов для Dashboard.
- Родительский контроль — введение системы автоматического контроля за действиями детей и расписанием работы на компьютере.
- Boot Camp — поддержка установки системы, совместимой с Windows XP SP2 и Vista, переключение между системами, драйвера для Windows для полной поддержки аппаратного обеспечения компьютеров Macintosh (только для Intel)

## Используемые технологии
Mac OS X 10.5 реализует поддержку следующих технологий:

| - AppleScript - Aqua - Bonjour - Carbon - CDSA — архитектура безопасности - Cocoa - ColorSync - Core Animation - Core Audio | - Core Image - Core Video - Cover Flow - H.264 - Inkwell - Java - OpenGL - PDF - Quartz Extreme | - QuickTime 7 - Unicode 4 - UNIX - Xcode - Xgrid - 64-битные вычисления - Поддержка периферийных устройств USB и FireWire - Синхронизация - Универсальный доступ |

## Приложения
В состав Mac OS X 10.5 входят следующие приложения:

| - Automator - Dashboard - DVD-плеер - Exposé - Front Row - iCal - iChat - iSync - iTunes | - Apple Mail - Photo Booth - QuickTime Player - Safari - Spaces - TextEdit - Time Machine - Адресная книга | - Заметки - Захват изображений - Калькулятор - Просмотр - Системные настройки - Словарь - Шахматы - Шрифты |

## Требования системы
Apple заявляет следующие основные требования системы Mac OS X 10.5:
- Процессор Intel, PowerPC G5 или G4 (867 МГц и быстрее)
- DVD-привод (для установки операционной системы)
- Минимум 512 Мб ОЗУ (рекомендуется 1 Гб),
- Минимум 9 Гб свободного дискового пространства.

Розничная версия Leopard не была выпущена в отдельных версиях для каждого типа процессора, а вместо этого состояла из одного универсального выпуска, который мог работать и на процессорах PowerPC, и на Intel. Однако установочные диски, которые поставляются с компьютерами Mac на базе Intel, содержат только двоичные файлы Intel. 
Тип и скорость процессора проверяются во время установки, и установка останавливается, если она недостаточна; однако Leopard будет работать на компьютерах с более медленным процессором G4 (например, Quicksilver 733 МГц), если установка выполняется на поддерживаемом Mac, а затем его жесткий диск перемещается на более медленный/неподдерживаемый (диск может быть либо внутренним механизмом, либо внешним Firewire).

### Поддерживаемые машины
Mac OS X Leopard может работать на следующих моделях компьютеров Apple:
- Более поздние модели iMac G4 с плоским экраном,
- iMac G5,
- iMac Intel Core Duo и iMac Intel Core 2 Duo,
- PowerBook G4,
- Power Mac G4,
- Power Mac G5,
- iBook G4,
- MacBook,
- MacBook Pro,
- MacBook Air,
- Mac Pro,
- Mac Mini,
- Xserve,
- Xserve G5,
- Xserve RAID,
- Macintosh Server G4,
- Более поздние модели eMac.

Для работы Leopard на более старом оборудовании требуется наличие процессора PowerPC G4 с частотой 867 МГц или выше, 512 МБ оперативной памяти, 9 ГБ свободного места на жестком диске и DVD-привода. Тем не менее, Leopard не поддерживается на моделях iBook G3 с частотой 900 МГц, так как они не поддерживают набор инструкций AltiVec, необходимых для работы операционной системы.
На некоторых компьютерах Apple с завода установлена прошивка, которая блокирует установку Leopard, позволяя устанавливать только Mac OS X Snow Leopard. Однако существуют методы обхода этих ограничений, такие как использование программы LeopardAssist, что позволяет установить Leopard на неподдерживаемые модели G3 и G4 с частотой ниже 867 МГц. Но стоит учитывать, что такая установка может привести к нестабильной работе системы и проблемам с некоторыми приложениями и функциями.
Некоторые устройства, такие как Mac mini 2011 года, позволяют установить Leopard без взлома.

## История релизов
| Версия | Дата             | Имя ОС     | Информация                       |
| ------ | ---------------- | ---------- | -------------------------------- |
| 10.5   | 26 октября 2007  | Darwin 9.0 | Оригинальный розничный DVD релиз |
| 10.5.1 | 15 ноября 2007   | Darwin 9.1 | Второй розничный DVD релиз       |
| 10.5.2 | 11 февраля 2008  | Darwin 9.2 | Небольшое обновление             |
| 10.5.3 | 28 мая 2008      | Darwin 9.3 | Небольшое обновление             |
| 10.5.4 | 30 июня 2008     | Darwin 9.4 | Третий розничный DVD релиз       |
| 10.5.5 | 15 сентября 2008 | Darwin 9.5 | Небольшее обновление             |
| 10.5.6 | 15 декабря 2008  | Darwin 9.6 |                                  |
| 10.5.6 | 6 января 2009    | Darwin 9.6 | Четвёртый розничный DVD релиз    |
| 10.5.7 | 12 мая 2009      | Darwin 9.7 | Небольшое обновление             |
| 10.5.8 | 5 августа 2009   | Darwin 9.8 | Комбо-обновление                 |

## Упаковка
Розничная упаковка Leopard значительно меньше, чем у предыдущих версий Mac OS X (хотя более поздние копии OS X 10.4 Tiger также поставлялись в похожей небольшой коробке). Она также включает линзовидную крышку, благодаря которой X кажется парящим над фиолетовой галактикой, что несколько напоминает стандартные обои рабочего стола Leopard.

## Совместимость
После выпуска Leopard пользователи столкнулись с проблемами зависания новых установок операционной системы на синем экране, который появлялся непосредственно перед процессом входа в систему. Apple связывала эти проблемы с устаревшими версиями расширения Application Enhancer (APE) от компании Unsanity, которые оказались несовместимы с Leopard. Некоторые пользователи могли не знать о наличии установленного APE, так как оно могло быть инсталлировано вместе с драйверами мыши Logitech. Проблемы возникали только у тех, кто использовал версию APE старше 2.0.3. Apple выпустила инструкцию по устранению этой неполадки.
Кроме того, Google объявила, что браузер Chrome перестанет поддерживать Leopard начиная с версии Chrome 21. Новые установки браузера и автообновления стали невозможны, так как Leopard больше не поддерживается обновлениями от Apple.
Mozilla Firefox также прекратила поддержку Leopard после выхода версии Firefox 16 в октябре 2012 года. Для пользователей архитектуры PPC был разработан специальный порт Firefox — TenFourFox, после того как оригинальная версия Firefox перестала поддерживаться на Leopard.